# La historia fotográfica de la Guerra Civil
The Photographic History of the Civil War in Ten Volumes: Thousands of Scenes Photographed 1861-65, with Text by many Special Authorities (en español, La historia fotográfica de la Guerra Civil en diez volúmenes: Miles de escenas fotografiadas entre 1861 y 1865, con textos de muchas autoridades especializadas), también conocida como The Photographic History of the Civil War (en español, La historia fotográfica de la Guerra Civil), es una compilación de diez tomos de fotografías de guerra de la guerra de Secesión estadounidense de 1861 a 1865.
A partir de junio de 1911, con motivo del semicentenario del comienzo de la guerra, se empezaron a publicar secuencialmente ejemplares anticipados de los distintos volúmenes, que se terminaron hacia finales de año, aunque la editorial había expresado la expectativa de haberlos terminado ya a mediados de agosto de 1911 en su carta de acompañamiento a los primeros clientes que habían contratado una suscripción anticipada a la «Edición limitada» de lujo a precios de venta reducidos previos al lanzamiento al por menor. Con un total sin precedentes de 3389 imágenes fotográficas repartidas en 360 páginas de cada uno de los diez volúmenes, de 180 mm × 250 mm, una copia impresa de la colección original completa pesaba 19 kilogramos. La obra es de dominio público y se ha digitalizado para su uso en línea. El editor principal fue Francis Trevelyan Miller, quien «realizó una búsqueda nacional de fotos antiguas», aunque la mayor parte del trabajo preliminar y los descubrimientos fueron realizados por su asistente Roy M. Mason, un recién graduado de la Universidad de Yale a quien había contratado específicamente para la tarea, pero al que no se molestó en acreditar como tal —aunque en el contenido de cada volumen se le atribuyen las «Descripciones de las fotografías»—.
Una bibliografía de 1988 contó un poco de la historia de la compilación: 

Editada por uno de los historiadores más importantes de la época, Francis T. Miller, apareció por primera vez como una serie de folletos en rústica, tipo revista. En 1911, con motivo del 50.º aniversario del comienzo de la guerra, apareció una colección completa de diez volúmenes con lomo azul. Quizá el capítulo más interesante sea el primero del primer volumen, «The Photographing the Civil War», de Henry Wysham Lanier, que describe los esfuerzos de la época por fotografiar la guerra y muestra imágenes de fotógrafos sobre el terreno. Muchas de las imágenes de este libro fueron obtenidas de veteranos que pudieron proporcionar pies de foto de primera mano.

La editorial The Review of Reviews Co. publicó los volúmenes de su colección en tres variantes de edición: la edición normal en tela de seda azul cobalto repujada y la edición de tapa dura en imitación de cuero azul cobalto igualmente repujada, con encuadernación «The Three-Quarters Morocco», como opción de lujo ligeramente más cara, ambas con sobrecubiertas solo de texto —esencialmente un duplicado de la portada de cada volumen—, siendo esta última la edición preferida, según una carta de un librero de la época a los interesados. A los clientes que habían pedido un juego completo en la editorial o en la librería local se les enviaba en una caja de transporte de madera pesada, típica de la época, en la que figuraba el título y el nombre de la editorial grabados a fuego en la madera de la caja. La tercera variante de la edición en relieve se refería a la «Edición limitada» de lujo, numerada individualmente, de 1000 ejemplares, encuadernada en cuero marrón oscuro con impresión dorada, también conocida como «The Full Persian Morocco» o «Edición conmemorativa del semicentenario», y que fue la edición elegida para servir como lanzamiento anticipado antes de que la colección estuviera disponible al por menor en su totalidad, como se ha mencionado anteriormente. La impresión real de la obra corrió a cargo de The Trow Press, también ubicada en la ciudad de Nueva York. Aparte de las tres ediciones de la colección propiamente dicha, la editorial también sacó a la venta la carpeta «The Passing of a Great Chance», que contenía una selección de varios folios fotográficos impresos más grandes, de 8 x 12 pulgadas, de su publicación, como herramienta promocional tanto para la propia editorial como para los libreros minoristas para informar y atraer a los clientes potenciales, 296 462 de los cuales ya habían pagado para recibir uno a principios de 1912, según la carta de un librero contemporáneo a los interesados.
Títulos de los volúmenes:
1. The Opening Battles
2. Two Years of Grim War
3. The Decisive Battles
4. The Cavalry
5. Forts and Artillery
6. The Navies
7. Prisons and Hospitals
8. Soldier Life and Secret Service
9. Poetry and Eloquence
10. Armies and Leaders

Más de un siglo después de su publicación, la obra sigue considerándose un «hito» y «la biblia de la fotografía de la Guerra Civil». Al mismo tiempo, sigue considerándose una fuente de referencia crucial para los historiadores y una obra clásica en el campo. y el historiador contemporáneo Allan Nevins afirmó que la obra «sigue siendo la principal fuente de fotografías de la Guerra Civil; la mayor colección individual de ilustraciones de Brady». El sucesor de Newman, David J. Eicher, también compartió la misma opinión que su(s) predecesor(es), al declarar en su influyente obra The Civil War in Books: An Analytical Bibliography (La Guerra Civil en los libros: una bibliografía analítica; ISBN 0252022734) de 1996, que la publicación de Miller continúa siendo «[e]l abuelo de las historias pictóricas, esta obra gigantesca es una parte necesaria de cualquier biblioteca de la Guerra Civil. La obra contiene 3389 imágenes que constituyen una fuente importante sobre la apariencia de la guerra: sus campos de batalla, soldados rasos, oficiales, fuertes, enfermedades, escenas de campamentos, movimientos del ejército y material».
A principios de la década de 1950, la obra estaba «agotada desde hacía tiempo», pero era el «desideratum» de los ávidos coleccionistas e historiadores de la guerra de Secesión; se consideró su reimpresión, pero se determinó que sería una «imposibilidad económica».
Sin embargo, a pesar de esa evaluación temprana, una primera reimpresión facsímil de cinco volúmenes (cada uno recopilando dos de los volúmenes originales) ya fue publicada en 1957 por el editor de la ciudad de Nueva York Thomas Yoseloff con una introducción de Henry Steele Commager, un historiador estadounidense contemporáneo (OCLC 444833 ). Y como para subrayar que la evaluación de principios de la década de 1950 ya había perdido por completo su validez, Castle Books, que también operaba en las costas de Nueva York, publicó ese mismo año una segunda edición reimpresa en facsímil de diez volúmenes; OCLC 1118180 ). Desde entonces se han producido varias reediciones más de una amplia variedad de editoriales, especialmente después de que el trabajo de Miller entrara al dominio público en 1986, lo que inmediatamente precipitó una reedición de la versión «2 en 1» de Yoseloff un año después por parte de Blue & Grey Press, una división de Book Sales, Inc., Secaucus, Nueva Jersey (OCLC 17757174 ). Una de las ediciones reimpresas más notables fue la «Edición de coleccionista» de lujo limitada de 1995 de Easton Press. Sin ISBN y encuadernado en cuero negro genuino con impresiones de texto doradas, era esencialmente la versión de Easton Press de la «Edición limitada» original encuadernada en cuero de 1911. De hecho, la versión facsímil se benefició de las técnicas de escaneo modernas, lo que la convirtió en la superior de las dos en lo que respecta a la calidad de reproducción fotográfica. Como resultado, no es demasiado difícil conseguir una edición de la colección a precios asequibles en los mercados de libros de segunda mano; incluso la edición original de 1911 parece haber sido difundida en cantidades bastante grandes (30 327 copias vendidas dentro de los cuatro meses posteriores a que se completara el trabajo editorial de la colección, según la carta de un librero contemporáneo a las partes interesadas ), ya que hasta el día de hoy se ofrecen regularmente en sitios de subastas como eBay, aunque a precios ligeramente más altos. Sin embargo, las copias de la edición de 1911 que aún conservan sus sobrecubiertas originales (o su caja de envío original), por no mencionar la «Edición limitada», son mucho más raras —y, por tanto, mucho más caras. 

## Emulación:The Image of War, 1861-1865
Un importante esfuerzo posterior por recopilar y publicar fotografías de la guerra de Secesión estadounidense, casi por duplicado respecto a la publicación de 1911, fue la obra de la National Historical Society The Image of War, 1861-1865, de 2768 páginas, en seis volúmenes, bajo los auspicios generales de los renombrados historiadores de la guerra de Secesión William C. Davis y Bell I. Wiley como editores principales. La colección de seis volúmenes, de 464 a 496 páginas cada uno, fue publicada por Doubleday & Company, Inc., Nueva York, entre 1981 y 1984 como tomos de tapa dura de gran tamaño con sobrecubierta. Casi la mitad del contenido fotográfico estaba ocupado ahora por alrededor de dos mil fotografías recién descubiertas desde 1911, y la otra mitad por las que ya aparecían en la edición de 1911. Para su publicación, Davis y Wiley se centraron específicamente en corregir los numerosos pies de foto erróneos de Roy Mason en la edición de 1911: al no ser un historiador profesional, el autor original de los pies de foto, Mason, había tomado cualquier información que los donantes de las fotografías (que no solían ser veteranos de la guerra de Secesión aún vivos o sus parientes más cercanos) habían podido o querido proporcionarle al pie de la letra en ese momento. Por otra parte, los ensayos introductorios que precedían a cada capítulo no guardaban relación alguna con los originales de la edición de 1911, sino que fueron redactados completamente de nuevo por el equipo de historiadores de Davis y Wiley, ya que los ensayos originales escritos por las «autoridades especializadas» habían sido muy parciales y carecían de objetividad histórica. Además de corregir las inexactitudes históricas de los pies de foto, los enormes avances posteriores a 1911 en las técnicas de impresión de reproducción de imágenes fotográficas constituyeron una motivación adicional para haberse embarcado en el proyecto. El prólogo explicativo de cinco páginas del primer volumen, que sitúa la obra en su contexto histórico, especialmente en relación con la obra original de Miller, fue escrito por el propio Davis (Wiley había fallecido poco antes de la publicación del primer volumen y fue elogiado por Davis en su prólogo).
La serie tuvo una reedición de dos volúmenes Civil War Times Illustrated: Photographic History of The Civil War en 1994 por Black Dog & Leventhal Publishers, Nueva York (OCLC 30971092 ), donde cada volumen de 1376 páginas recopila tres volúmenes de la publicación original de Doubleday. Cada tomo venía con un prólogo de tres páginas recién escrito por Davis (quien también había sido el editor principal de la revista Civil War Times Illustrated —de ahí su referencia en el título de la reimpresión—), solo dando a la edición original de 1911 una mención superficial de pasada esta vez, y únicamente en el prólogo del segundo volumen, a pesar de que la obra ahora lleva el mismo título (abreviado) que el original. Bajo su sello «Tess Press», la editorial también publicó en 2000 una edición de tapa dura, sin sobrecubierta, de un solo volumen, editada y abreviada, Civil War: A Complete Photographic History, con 932 páginas de extractos (ISBN 1579124097 ), que incluye únicamente las fotografías (reproducidas en menor tamaño ) y sus títulos, pero no los ensayos históricos.
En septiembre de 2002, Davis revisó su propia obra cuando la editorial británica publicó «The Civil War in Photographs» (La Guerra Civil en fotografías; ISBN 1842226363 ), con algo más de 350 fotografías seleccionadas por él mismo a partir de las que ya había reunido para las ediciones anteriores. Se trata de un libro de 256 páginas en tapa dura con sobrecubierta, de precio asequible, que en esencia es una variante aún más abreviada de la edición impresa de Tess del año 2000.
| Doubleday & Company, Inc. | Doubleday & Company, Inc. | Doubleday & Company, Inc.                 | Editores Black Dog y Leventhal | Editores Black Dog y Leventhal | Editores Black Dog y Leventhal       |
| Volumen                   | Título                    | Fecha e ISBN                              | Volumen                        | Título                         | Fecha e ISBN                         |
| ------------------------- | ------------------------- | ----------------------------------------- | ------------------------------ | ------------------------------ | ------------------------------------ |
| I                         | Shadows of the Storm      | 14 de julio de 1981, ISBN 0385154666      | 1                              | Fort Sumter to Gettysburg      | 10 de enero de 1994, ISBN 1884822088 |
| II                        | The Guns of '62           | 12 de enero de 1982, ISBN 0385154674      | 1                              | Fort Sumter to Gettysburg      | 10 de enero de 1994, ISBN 1884822088 |
| III                       | The Embattled Confederacy | 27 de julio de 1982, ISBN 0385154682      | 1                              | Fort Sumter to Gettysburg      | 10 de enero de 1994, ISBN 1884822088 |
| IV                        | Fighting for Time         | 15 de marzo de 1983, ISBN 0385182805      | 2                              | Vicksburg to Appomattox        | 10 de enero de 1994, ISBN 1884822096 |
| V                         | The South Besieged        | 21 de septiembre de 1983, ISBN 0385182813 | 2                              | Vicksburg to Appomattox        | 10 de enero de 1994, ISBN 1884822096 |
| VI                        | The End of an Era         | 14 de agosto de 1984, ISBN 0385182821     | 2                              | Vicksburg to Appomattox        | 10 de enero de 1994, ISBN 1884822096 |